# Antigny-la-Ville
Antigny-la-Ville là một xã ở tỉnh Côte-d'Or trong vùng Bourgogne-Franche-Comté, phía đông nước Pháp. Khu vực này có độ cao từ 406-457 mét trên mực nước biển.